# Long Lake, Quận Washburn, Wisconsin
Long Lake là một thị trấn thuộc quận Washburn, tiểu bang Wisconsin, Hoa Kỳ. Năm 2010, dân số của thị trấn này là 598 người.